# Liste der Naturdenkmale in Selters (Taunus)
Die Liste der Naturdenkmale in Selters (Taunus) nennt die im Gebiet der Gemeinde Selters (Taunus) im Landkreis Limburg-Weilburg in Hessen gelegenen Naturdenkmale.
| Bild            | Bezeichnung | Ortsteil, Lage                            | Beschreibung                | Art         | Nr.     |
| --------------- | ----------- | ----------------------------------------- | --------------------------- | ----------- | ------- |
| Fotos hochladen | Sommerlinde | Haintchen 50° 21′ 38,2″ N, 8° 18′ 58,9″ O | Kirchhof, Selters-Haintchen | Sommerlinde | 3533002 |

## Belege
1. ↑  
Liste der Naturdenkmale im Landkreis Limburg-Weilburg. (PDF; 33 kB) In: www.landkreis-limburg-weilburg.de. Landkreis Limburg-Weilburg, März 2018, abgerufen am 10. Juni 2022.

- Karte mit allen Koordinaten:
- OSM |
- WikiMap